# Pădurea Sâc
Pădurea Sâc (cunoscută și sub denumirea de „Stârcii cenușii de la Sâc”), este o arie protejată de interes național ce corespunde categoriei a IV-a IUCN (rezervație naturală de tip zoologic, situată în județul Arad, pe teritoriul administrativ al comunei Cărand.

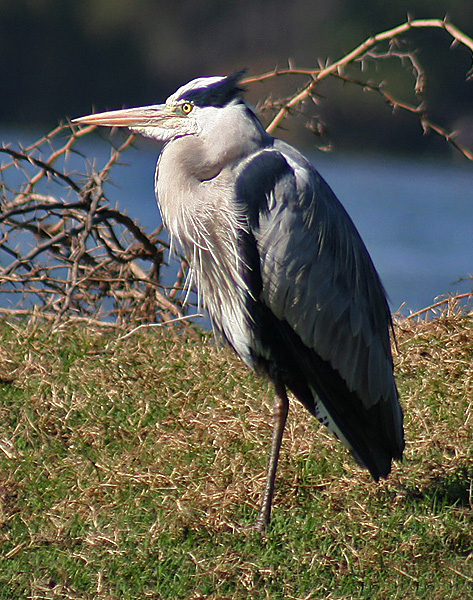
Stârc cenuşiu (Ardea cinerea)

Rezervația naturală aflată în Câmpia Cermeiului, la poalele Munților Codru-Moma, pe valea Teuzului, are o suprafață de 17,80 ha, și reprezintă o zonă cu turbării, mlaștini și pădure de foioase, ce asigură condiții de adăpost și viețuire, pentru specia protejată (din familia Ardeidae) de stârc cenușiu (Ardea cinerea).